# Kuressaare
Kuressaare (pânǎ în 1918 Arensburg, între 1952-1988 Kingissepa) este un oraș în Estonia, situat pe insula Saaremaa, cea mai mare localitate a regiunii Saare. În oraș este situat un port maritim și un aeroport omonim. Are ieșire la Marea Baltică prin Golful Riga. Orașul a fost locuit de germanii baltici.

## Istorie
Parte a Ordinului Teutonic între 1381-1559, a Regatului Danemarcei (1559-1645), a Imperiului Suedez (1645-1721), a Imperiului Rus (1721-1917), a Estoniei postbelice (1918-1940), ocupat de sovietici în 1940, devine oraș al Republicii Socialiste Estone (1940-1941;1944-1990), si oraș al Estoniei independente (1990-prezent).
1. ↑  Haldus- ja asustusjaotus (în estonă), Consiliul Funciar Eston[*], accesat în 5 aprilie 2023